# Pleurosicya boldinghi
Pleurosicya boldinghi är en fiskart som beskrevs av Weber, 1913. Pleurosicya boldinghi ingår i släktet Pleurosicya och familjen smörbultsfiskar. Inga underarter finns listade i Catalogue of Life.